# Independence Drive-moskee
De Independence Drive-moskee is de oudste moskee in Banjul, de hoofdstad van de West-Afrikaanse staat Gambia.
De moskee werd gebouwd in 1930 en ligt aan de zuidkant van Independence Drive (andere naam July 22 Drive), op de kruising met Mosque Road. Voordat de grotere King Fahad-moskee in 1988 werd gebouwd, was het de belangrijkste moskee van de stad.
De buitenafmetingen van de Vrijdagmoskee zijn ongeveer 16 x 16 meter.